# Łężany (województwo podkarpackie)
Łężany – wieś w Polsce położona w województwie podkarpackim, w powiecie krośnieńskim, w gminie Miejsce Piastowe.
W latach 1975–1998 miejscowość administracyjnie należała do województwa krośnieńskiego.

## Części wsi
| SIMC    | Nazwa   | Rodzaj    |
| ------- | ------- | --------- |
| 0356501 | Dół     | część wsi |
| 0356518 | Górka   | część wsi |
| 0356524 | Kolonia | część wsi |

## Geografia
Wieś położona jest nad potokiem Olszyny, zwanym też lokalnie Badoniem, w kotlinie otoczonej wzniesieniami o wysokościach od 275 do 290 m n.p.m.

## Historia
Wieś po raz pierwszy wymieniona została w 1427 roku, stanowiła wtedy własność królewską (królewszczyzna). Osada rządziła się prawem niemieckim. Położona przy trakcie handlowym, wiodącym na Ruś oraz na Węgry (z Przemyśla przez Duklę), szybko się bogaciła.
Będąc własnością królewską, wieś przy d. trakcie handlowym na Ruś i Węgry znacznie się rozwijała. W XV wieku należała do Piotra Smolickiego (starosty sanockiego). Przy końcu XVI i XVII wieku Łężany były własnością szlachecką rodziny Sienieńskich z Sienna, Zbigniewa oraz jego ojca, krzewicieli kalwinizmu.
Jan Sienieński (kasztelan) (1532-1580), kasztelan Halicki – wyruszył wraz z mieszkańcami na wojnę z Moskwą w lipcu 1580 r. i zmarł w tym roku 1 sierpnia w Słucku. Przez wiele lat Jan Sienieński był właścicielem tego terenu. Miał czterech synów Zbigniewa, Jana, Łukasza, Samuela, Mikołaja. Anna z Siennów, b. żona Krzysztoforeckiego, Spilcze miała córki: Zofię, Katarzynę, Elżbietę, II Zofię, Barbarę, Reginę i Cecylię
Kolejnymi dzierżawcami byli: Tomaszewcy, Krasowcy, Baranieccy. Po zlikwidowaniu przez zaborców z końcem XVIII wieku królewszczyzny, miejscowość została kupiona przez Baranieckich. W 1794 r. mieszkańcy brali udział w bitwie pod Racławicami. W XIX wieku wieś przeszła w ręce Gołaszewskich.
W XIX wieku w sąsiednich Targowiskach wybudowano stację kolejową leżącą na linii kolei transwersalnej – pozwoliło to Łężanom przyśpieszyć rozwój miejscowości wskutek powstania nowych miejsc pracy. W XIX wieku wieś została wystawiona na klęski żywiołowe oraz na przemarsz wojsk rosyjskich (1849). W latach 1831 i 1873 mieszkańcy zmagali się z epidemiami cholery.
Okres międzywojenny to dalsza rozbudowa i rozwój miejscowości, która od roku 1935 należy do gminy Miejsce Piastowe. We wsi prowadzono wiercenia w poszukiwaniu ropy naftowej. Znajdowała się tutaj także kopalnia „Szczęść Boże”.
Miejscowość nie posiada zabytków. Znajduje się w niej okazały kościół pw. Matki Boskiej Częstochowskiej wybudowany w latach 80. XX wieku. Jest też kilka ciekawych zabytkowych przydrożnych kapliczek. Jedną z najcenniejszych jest krzyż-pomnik, zwany potocznie „Krzyżem Kościuszki”. Pomnik ten jest symbolem walk Polaków o niepodległość. Na frontowej ścianie krzyża pod postacią ukrzyżowanego Chrystusa, przedstawiona jest Matka Boska Częstochowska. Natomiast niżej – już na podstawie cokołu – umieszczony jest tekst: „Na chwałę Bogu”. Po lewej stronie krzyża, na bocznej ścianie, znajduje się godło Polski, poniżej daty rozbiorów Rzeczypospolitej. Po prawej stronie na identycznej płycinie, przedstawiona jest płaskorzeźba popiersia naczelnika Tadeusza Kościuszki, ubranego w czapkę krakowską z pawimi piórami i sukmanę. Pod nim umieszczono napis: „Tadeuszowi Kościuszce”. Według legendy, miejscowi chłopi po udziale w insurekcji kościuszkowskiej w 1794 r. zakopali kosy pod tym właśnie krzyżem.
Ze starej zabudowy wsi niewiele się tu już zachowało. Są jeszcze pozostałości po kopalni ropy naftowej „Szczęść Boże”.
Przez Łężany przebiega droga krajowa nr 19 (E371)(Rzeszów – Barwinek).

## Łężany dziś
W Łężanach działa: Ochotnicza Straż Pożarna, Koło Gospodyń Wiejskich. W Domu Ludowym znajduje się Filia Gminnego Ośrodka Kultury, Ośrodek Zdrowia. Powstały małe zakłady pracy, apteka.
Na początku lat 90. Łężany przeszły reformę adresową. Tradycyjną numerację budynków zastąpiono przez sieć ulic. Utworzono następujące ulice: Ks. Br. Markiewicza, Jana Pawła II, Hr. J. Potockiego, T. Kościuszki, Por. W. Barana, Ogrodowa, Nawsie, Polna, Wspólna.

## Galeria

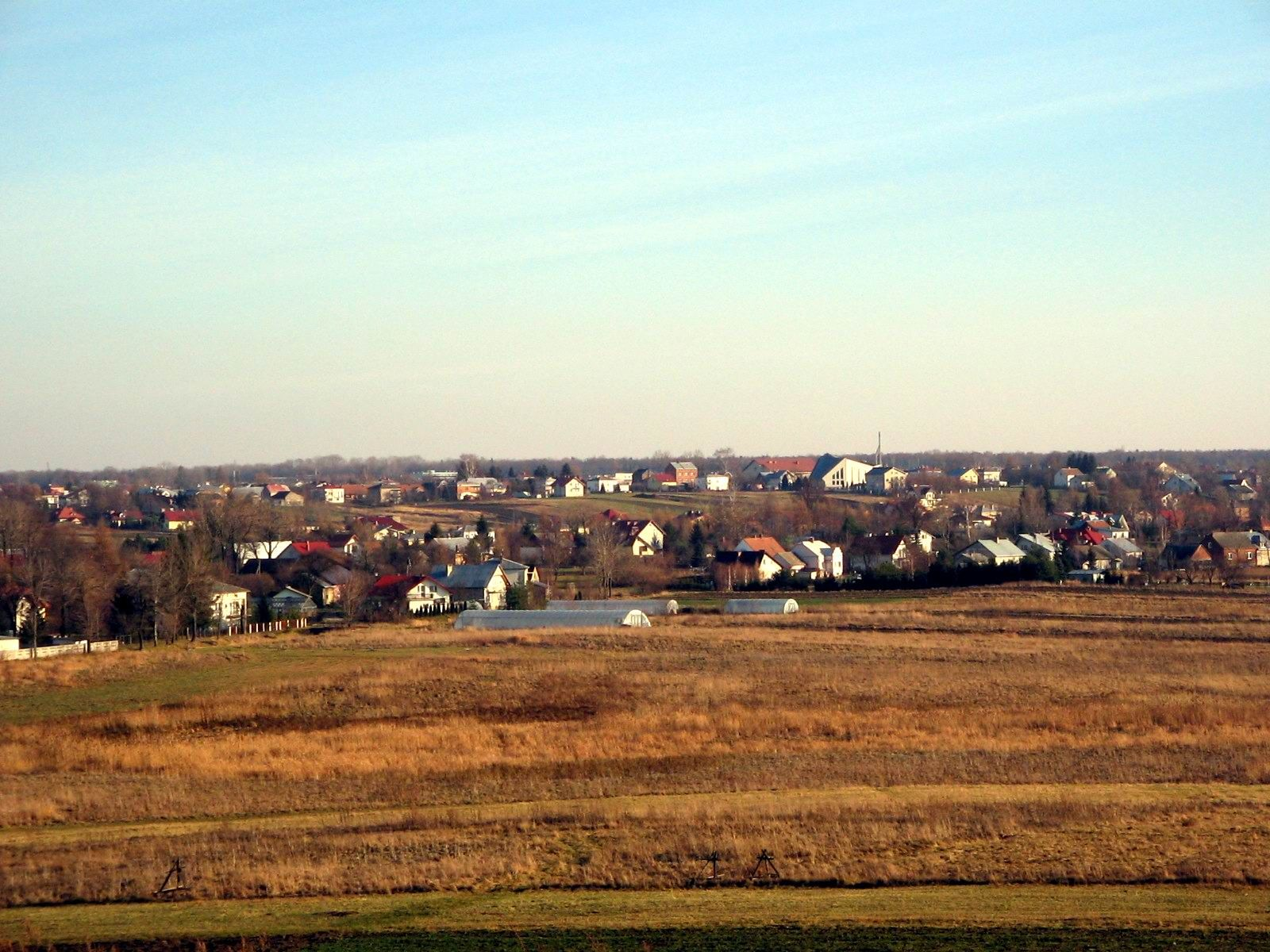
Widok na Łężany
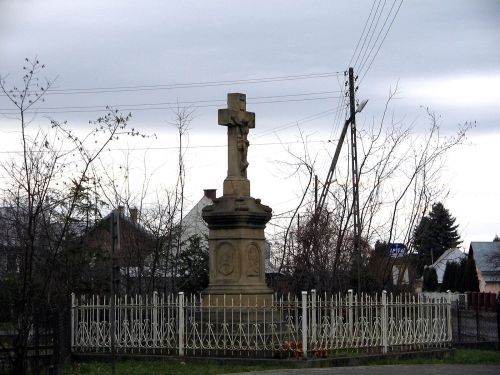
Kapliczka, pomnik z 1904
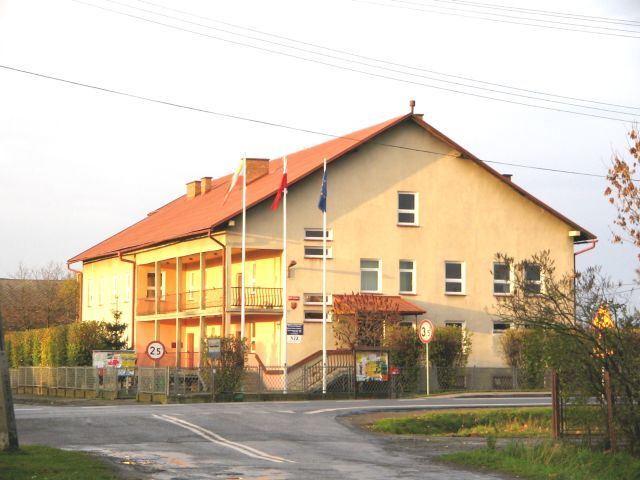
Dom Ludowy w Łężanach

## Edukacja
- Szkoła Podstawowa im. Tadeusza Kościuszki
- Przedszkole